# 标准化协议
标准化协议（英語：STANdardization AGreement，简称STANAG) 是北约成员国用来规范常用军事装备和技术规程的一系列规格、术语、程序和限制条件指标，由北约各国批准后在军队内普及。其目的是为了简化后勤运作和信息及通信技术标准，使得各国军队之间可以相互支援补给。STANAG标准由布鲁塞尔的北约标准化办公室（NATO Standardization Office）以英文和法文（北约的两个官方语言）进行书面出版。

## 部分条目
- STANAG 1008（第9版，2004年8月24日）：北约海军战舰船用电动系统的特征
- STANAG 1022（第6版）：作战地图、联系地图和作战/登陆地图
- STANAG 1034（第17版，2005年5月24日）：联军海军炮火支援（ATP-4(E)）
- STANAG 1040（第23版，2004年12月16日）：海军航运合作和导向（Naval Cooperation and Guidance for Shipping，简称NCAGS，ATP-2(B) Vol.1）
- STANAG 1041（第16版，2001年3月29日）：反潜规避操舵（ATP-3(B)）
- STANAG 1052（第32版，2006年7月12日）：联军抢听和反潜训练手册（AXP-01(D)）
- STANAG 1059（第8版，2004年2月19日）：北约军队国家识别码
- STANAG 1063（第18版）：盟军海军通讯训练（AXP-3(C) MXP-3(C)）
- STANAG 1236（第3版，2010年11月2日）：北约舰艇直升机作战滑翔坡度指示器
- STANAG 1472（第1版，2011年9月7日）：单一舰船夜视兼容飞行甲板状态显示
- STANAG 2014（第7版）：作战计划、警告指令和行政/后勤指令
- STANAG 2019（第6版，2011年5月24日）：北约联合军标
- STANAG 2021：桥梁、渡筏和车辆的军用负载分类
- STANAG 2033：审讯战俘
- STANAG 2041 （第4版）：路面移动的作战指令、表格和图示
- STANAG 2044 （第5版）：战俘处置规程
- STANAG 2083：放射危害
- STANAG 2084 （第5版）：俘获敌军设备和文件的处理和报告
- STANAG 2087：前方地区医用空运操作
- STANAG 2097 （第6版）：器材术语和分类
- STANAG 2116：北约军衔
- STANAG 2138 （第4版，May 1996）：士兵审判原理和规程——战斗服装和个人用品
- STANAG 2143 （第4版）：爆炸军械侦查/处理
- STANAG 2149 （第3版）：情报申请
- STANAG 2154：军用机动车辆路面移动规章
- STANAG 2175 （第3版）：适合军用设备运输的平车的分类和命名
- STANAG 2310：7.62×51mm NATO成为步兵标准弹药[1]
- STANAG 2324：MIL-STD-1913皮卡汀尼导轨成为北约标准光电瞄具安装平台
- STANAG 2345（第3版, 2003年2月13日）：3千赫～300吉赫射频场暴露人员的评估和控制
- STANAG 2389（第1版）：爆炸物处理受训人员的最低熟练度标准
- STANAG 2404（草稿）：反装甲联合作战
- STANAG 2525：联军通讯与信息系统联合学说
- STANAG 2604（第3版, 1992年8月14日）：军用拖车、牵引车和半挂车设备组合间的制动系统
- STANAG 2805：地面战斗和支援车辆的涉水和漂浮要求
- STANAG 2832（第2版）：欧洲铁路军用设备运输的限制
- STANAG 2834（第2版）：爆炸物处理技术信息中心（EODTIC）的运作
- STANAG 2866：电离辐射对人的医学效果
- STANAG 2868（第4版）：陆军战术学说（ATP-35(A)）
- STANAG 2873：核生化环境下的医疗支援行动
- STANAG 2889（第3版）：危险地区及穿行路径的标示
- STANAG 2895：北约军队定义设计/测试标准所用的极端气候条件和派生条件
- STANAG 2920：弹道防护级别和测试标准
- STANAG 2931：医疗设施和疏散平台的特殊标记与伪装[2]
- STANAG 2937：生存、应急和个人战斗口粮的营养价值和包装
- STANAG 2961：北约地面部队的补给类型
- STANAG 2984：化学、生物、放射物和核威胁以及相关防护措施的相应分度等级
- STANAG 2999（第1版）：地面作战中的直升机运用（ATP-49）
- STANAG 3011：联合范围扩展应用总则（JREAP），一种战术数据链（TDL）协议
- STANAG 3117：Aircraft Marshalling Signals
- STANAG 3150：Uniform System of Supply Classification
- STANAG 3151：Uniform System of Item of Supply Identification
- STANAG 3277（第6版）：空中侦查需求／任务表
- STANAG 3350：飞机系统应用的模拟视频标准
- STANAG 3377：空中侦查情报汇报表
- STANAG 3497（第1版）：空勤人员化生放核器材和规程的空中救难培训
- STANAG 3596：空中侦查申请和目标汇报指南
- STANAG 3680 AAP-6：北约术语和定义词汇表
- STANAG 3700（第4版）：北约空战战术教义（ATP-33(B)）
- STANAG 3736（第8版）：进攻性空中支援作战（ATP-27(B)）
- STANAG 3797（2009年4月27日）：前进空中管制员和激光操作手的最低资格[3]
- STANAG 3805（第4版）：危机与战时领空管制教义和规程（ATP-40(A)）
- STANAG 3838：MIL-STD-1553——机械、电气和串行数据总线的功能特征
- STANAG 3880（第2版）：制空作战（ATP-42(B)）
- STANAG 3910：High Speed Data Transmission Under STANAG 3838或同类光纤下控制的高速数据传输——1兆位/秒的MIL-STD-1553B数据总线被20兆位每秒的光学或电子高速频道扩充。现由欧洲标准化委员会prEN 3910初步取代[4]。光学版和电子版在分别以EFAbus和EF2000的形式在台风和阵风战斗机上装备
- STANAG 4007（第2版，1996年5月31日）：曳炮车、拖车和牵引火炮之间的电子连接器
- STANAG 4082（第2版，1969年5月28日）：标准炮兵计算机气象电报（METCM）
- STANAG 4090：9×19mm NATO成为步兵标准弹药[1]
- STANAG 4101 (第2版，2000年2月21日）：牵引挂索
- STANAG 4107 (第7版，2006年8月）：政府品质保证和联军品质保证出版物使用的相互接受
- STANAG 4140 (第2版，2001年5月28日）：标准目标截获气象电报（METTA）-
- STANAG 4119 (第2版，2007年2月5日）：标准火炮炮火表格格式
- STANAG 4172：5.56×45mm NATO成为步兵标准弹药[1]
- STANAG 4184 (第3版，1998年11月27日）：微波降落系统（Microwave Landing System，简称MLS）
- STANAG 4203：单通道高频无线电系统的技术标准
- STANAG 4222 (第1版，1990年3月14日）：船用数据参数的数字化展示标准指标
- STANAG 4232：超高频卫星战术通讯终端间的数字化互通性
- STANAG 4233：极高频卫星战术通讯终端间的数字化互通性
- STANAG 4285：高频无线电链接所用的1200/2400/3600位每秒单音调试解调器的特征
- STANAG 4355 (第3版，2009年4月17日）：更改版质量点轨迹模型
- STANAG 4370：环境测试规程
- STANAG 4381 (第1版，1994年7月8日）：战术地面车辆的管制照明系统
- STANAG 4383：12.7×99mm NATO成为标准弹药[1]
- STANAG 4395 (第2版，2001年5月10日）：带有防抱死制动系统的战术地面轮式车辆的连接器
- STANAG 4406：民用X.400标准基础上设定的军用通信标准[5]
- STANAG 4420：北约海上单位的显示图标和颜色
- STANAG 4509：5.7×28mm弹药互换性的技术性能指标[6]
- STANAG 4525：测定线性热膨胀系数的爆炸、物理/力学性质特征与热变形学分析
- STANAG 4529：1240赫带宽高频无线电链接的单音调试解调器的特征
- STANAG 4545(第2版，2013年5月6日）：北约次级图像格式（NSIF）
- STANAG 4559(第3版第2次修改，2016年8月3日）：北约标注你情报监控侦查文库界面（NSILI）
- STANAG 4564(第1版，2007年10月25日）：战舰电子海图显示与信息系统（WECDIS）
- STANAG 4565(第1版，2003年9月26日）：精确进场降落的空中多模式接收器
- STANAG 4569：后勤与轻型装甲车辆乘员的保护级别[7]
- STANAG 4575(第4版，2014年12月2日）：北约高级数据存储界面（NADSI）
- STANAG 4579：北约住过都能辨认和处理的标准敌友识别硬件
- STANAG 4586：确保北约无人航空载具互通性的无人控制系统（UCS）标准界面
- STANAG 4607(第3版，2010年9月14日）：北约地面移动目标指示器格式（GMTIF）
- STANAG 4609(第4版，2016年12月19日）：北约数字化动态图像标准
- STANAG 4626：模块化和航电开放式构造——第一部分——构造
- STANAG 4628(第1版，2011年3月16日）：军事应用控制器局域网（CAN）总则
- STANAG 4676(第1版，2014年5月20日）：北约情报监控侦查追踪标准（NITS）
- STANAG 4694：北約附件導軌
- STANAG 4774：保密标签句法
- STANAG 4778：大数据结合机制
- STANAG 5066：高频数据通讯总则，支持选择重传ARQ错误控制、高频电邮和高频传IP操作
- STANAG 5518：联合范围扩展应用协议（JREAP），一种战术数据链（TDL）协议
- STANAG 5524: 北约互通标准和总则
- STANAG 5602：军用平台链接评估标准界面（SIMPLE），一种战术数据链（TDL）协议
- STANAG 5616：Link 16抗电子反制战术数据交换，一种战术数据链（TDL）协议
- STANAG 6001（第4版，2010年10月12日）：语言娴熟程度
- STANAG 6004：通讯虚造、侵入、阻断和干扰报告
- STANAG 6010 ：陆战电子战（ATP-51）
- STANAG 6022（第2版，2010年3月22日）：标准网格化数据气象电报（METGM）
- STANAG 7023（第4版第1次修改, 16 June 2016）：北约初级图像格式（NPIF）
- STANAG 7024（第2版，2001年8月2日）：空中侦查图像录影带标准
- STANAG 7074：数字化地理交换标准（DIGEST）
- STANAG 7141（第4版，2006年12月20日）：有关军事行动中环境保护的北约联合学说
- STANAG 7170（第2版，2010年11月5日）：Additional Military Layers（AML）——一种数字化地球空间数据产品

### 起草条目
- STANAG 4179：M16步枪弹匣作为标准可拆式枪械弹匣[8]
- STANAG 4181：M16步枪的弹夹条和导向工具作为标准弹匣填装器材[8]